# ボブルヘッド

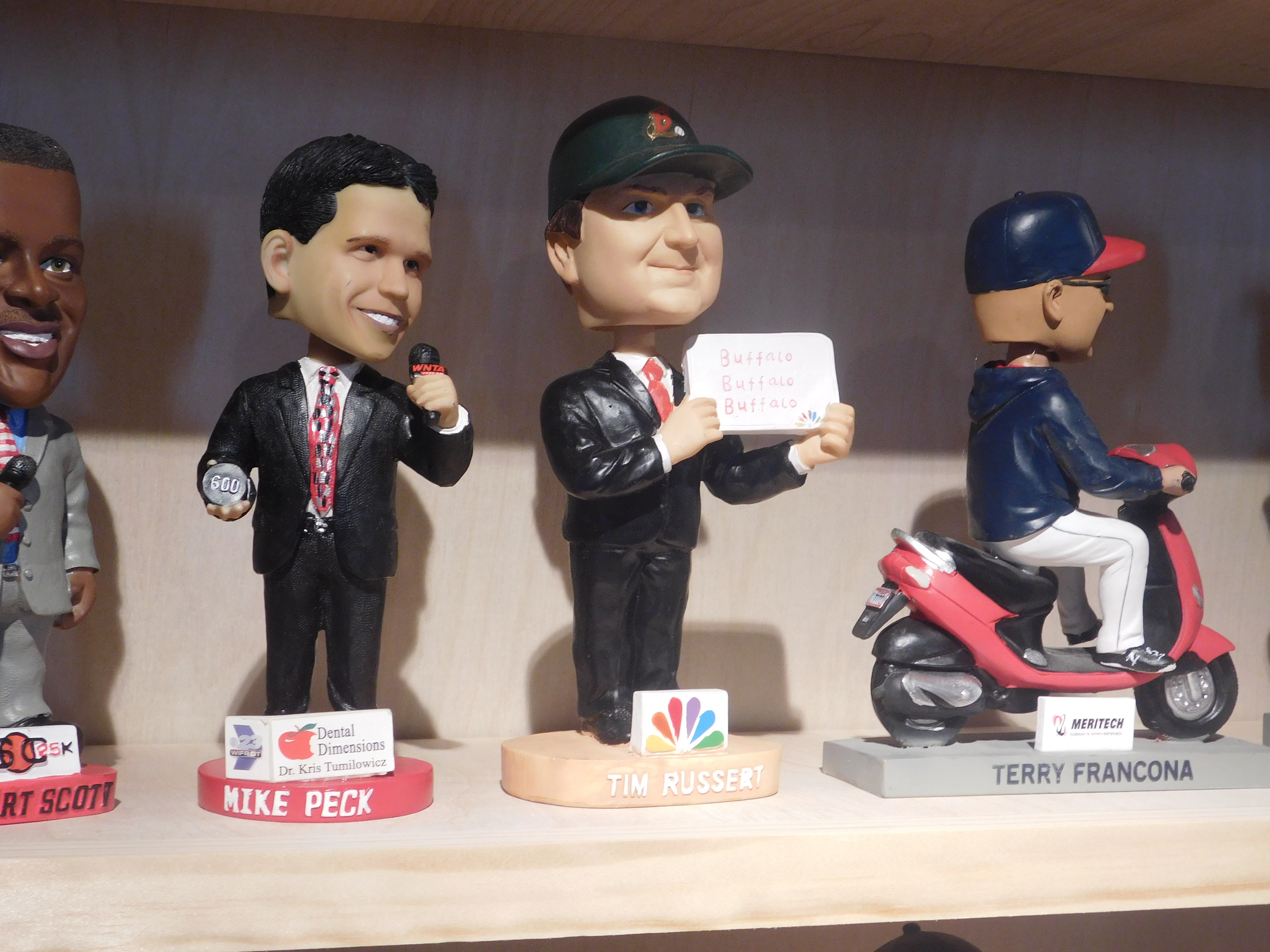
実在の人物を模したボブルヘッドの一例

ボブルヘッド（英: bobblehead）は、頭と胴がばねでつながった頭が揺れるフィギュアである。車のダッシュボードに載せて楽しむほか、屋外展示物として使用されることが多い。その他の表現としてボビングヘッド（bobbinghead）やノッダー（nodder）などがある。日本語では「バブルヘッド」や「首振り人形」とも呼ばれる。

## 歴史

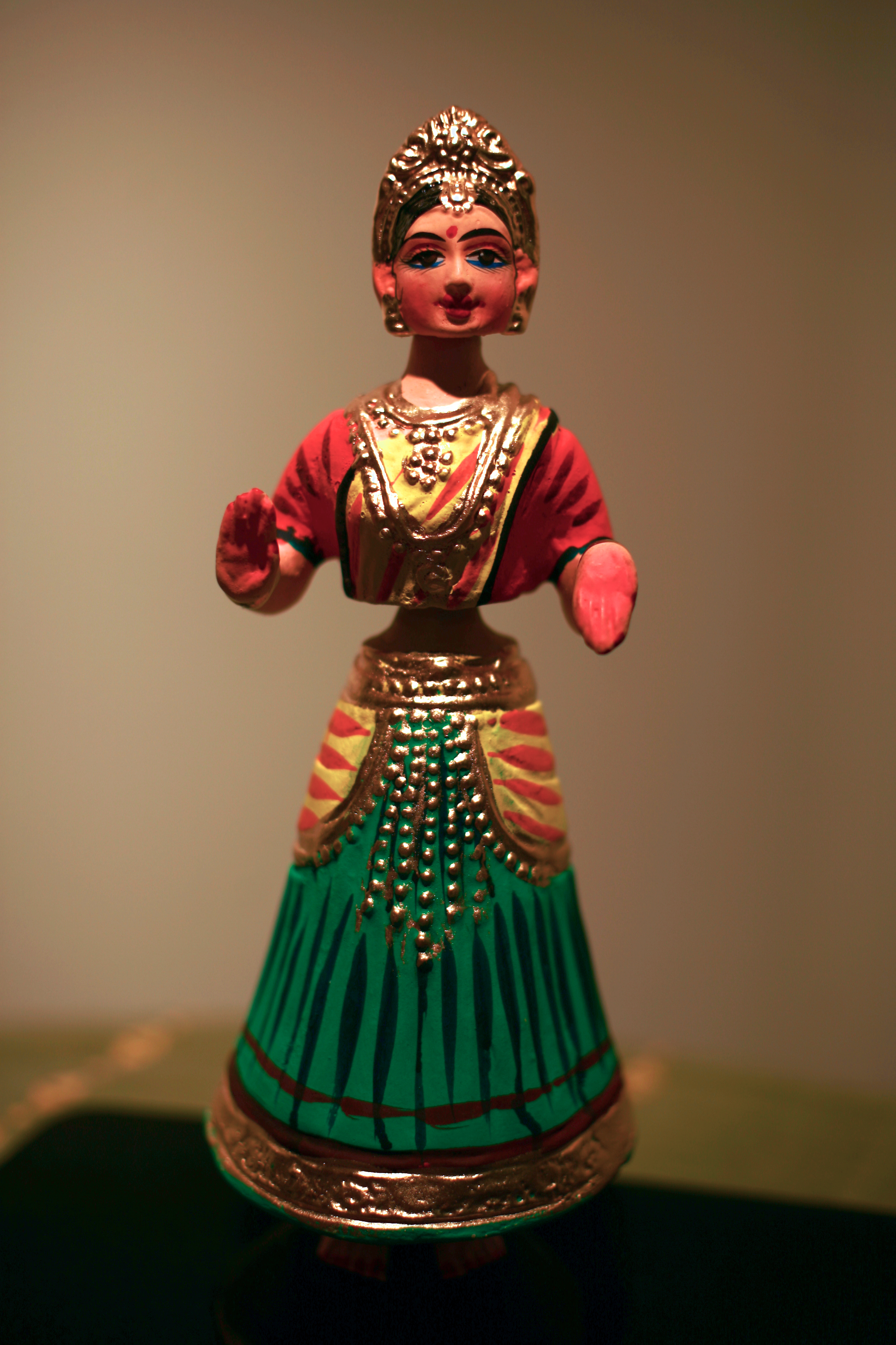
インドの伝統的なボブルヘッド

ボブルヘッドの発祥ははっきりしていないが、最初に人気になったのは1960年初期のアメリカである。そのころアメリカではプロスポーツの人気が高まり、様々なグッズが制作されはじめた。ボブルヘッドもそのひとつとなり、メジャーリーグやアメリカンフットボールの商品が作られた。各球団のマスコットやスター選手のボブルヘッドは特に若者の人気となり、ブームは1972年まで続いた。その間スポーツだけでなく、政治家やカートゥーンのキャラクター、アドバタイジングキャラクターなども販売された。当時のボブルヘッドの素材はペーパーマッシュと呼ばれるもので、紙と接着剤を混ぜて作ったものからできていた。それらはレゴジャパン社など、多くは日本で作られていた。
しかし1972年、日本でペーパーマッシュによるボブルヘッドの生産が終了すると、急速にボブルヘッドの人気は衰えた。1970～80年代は代替品としてプラスチックによって作られたが、品質はあまり好ましくなく、1960年代ほどのブームは起こらなかった。その後徐々に品質は改善されていき、再び人気が再燃したのは1990年代になってからだった。メジャーリーグの球団がファンサービスの一環として「ボブルヘッド配布デー」を始めた。これは野球観戦に来た人に選手やマスコットなどのボブルヘッドを無料で配布するものである。それと同時にいくつかの企業が独自にボブルヘッドの販売を始めた。これにより多くのアメリカ人にボブルヘッドが認知され、人気は定着した。